# 빌리어네어 보이스 클럽
빌리어네어 보이스 클럽(영어: Billionaire Boys Club)은 조지프 헨리 헌트 (조지프 헨리 갬스키)가 1983년에 남부 캘리포니아에 설립한 사교 클럽이다. 처음에는 단순히 BBC라고 불리었으며, 갬스키가 시카고에서 성장하던 시절에 다니던 레스토랑 봄베이 바이시클 클럽의 머리 글자였었다.
단체는 처음에는 폰지 사기로 시작했으며, 투자자로부터 얻은 자금은 회원들의 호화 생활에 이용되었다. 1984년 자금이 부족한 상황에서 회원들은 헤다야트 에즐라미니아와 론 레빈을 살해한 혐의를 받았다.

## 같이 보기
- 빌리어네어 보이즈 클럽 (기업)